# 南陽之戰 (唐朝)
南阳之战是唐安史之乱的战争中，唐军为保卫南阳与安禄山的燕军进行的一场战役。以鲁炅为统帅的唐军在坚守了一年多的时间后撤退至襄阳，南阳陷落。然而此战唐军成功地迟滞了燕军的进攻，粉碎了燕军南下吞并江汉地区的企图。此战之后，赢得时间的唐朝廷在中原重新组织了兵力并于757年10月成功收复两京。燕军不得不放弃对南阳的占领以退保河北。

## 战前
安史之乱爆发后，安禄山率领的燕军迅速南下，攻占两京，并派部将徇河南诸郡，企图攻占唐时重要的产粮基地江汉地区，从而一举切断唐朝廷对关东的控制。针对这一情况，756年1月，唐朝廷设立南阳节度使，以当时的南阳太守鲁炅担任，率领黔中，岭南，南阳征召来的50,000人，屯扎在叶县北，在滍水之南下栅以防备燕军的进攻。

## 开始
5月，燕军将领武令珣、毕思琛率部发起进攻。虽然鲁炅拒绝了部下主动出击的请求坚守不战，然而燕军在唐军营地的西面纵火，浓烟借着风势卷入唐军营地里令军士坐卧不得，唐军大乱。燕军趁机大败唐军。鲁炅与中使薛愿仅以身免，逃入南阳。燕军乘势围攻南阳。唐朝廷派夷陵太守虢王李巨从蓝田出发救援。燕军得知消息后暂时撤退。

## 围城战
不久后武令珣再次率部对南阳进行围攻，数月不能攻克。后来燕将田承嗣也加入围攻。襄阳太守魏仲犀派弟魏孟驯救援，被燕军击败。中使曹日升向魏仲犀请求求援南阳，率十余人杀入重围，唐军士气大振。曹日升又帅千余人从襄阳取音声路向南阳运粮，使得城守又坚持了数月。
鲁炅在包围中坚持了一年之久，但最终没有等到救兵，而且粮食耗尽，城中出现人吃人的现象。鲁炅不得已，于757年5月25日率残部突围，撤退至襄阳，田承嗣尾随追击，与鲁炅苦战2日，无法继续前进。双方进入僵持阶段。

## 结局
757年10月，唐军收复两京，有扫清河南之势。田承嗣等部不得不从南阳撤退。南阳战役结束。

## 影响
南阳之战与睢阳之战一起作为安史之乱早期的两场防御战对战局起到了至关重要的作用，这两场战役为唐军准备从北方的反攻赢得了宝贵的时间。南阳和睢阳虽然最终被攻陷，但是燕军始终无法将势力延伸到江汉地区，从而保证了江南产粮区能源源不断地将粮食运往远在关西的唐朝廷，使朝廷维持正常运作并最终平定安史之乱。

南阳之战后唐军鲁炅部与燕军田承嗣部各自北上准备河北的决战。